# باتريسيا إدغار
باتريسيا إدغار (بالإنجليزية: Patricia Edgar)‏ هي كاتبة غير روائية أسترالية، ولدت في 11 مارس 1937.

## وصلات خارجية
- الموقع الرسمي